# Gens Durònia
La gens Durònia (en llatí Duronia gens) va ser una gens romana plebea d'origen obscur, de la qual només quatre membres són coneguts, i, encara, un d'ells, Gai Duroni, només és un nom en una carta de Ciceró en què es diu que era amic de Miló.
Els altres tres són:
- Durònia, dama romana
- Luci Duroni, pretor l'any 181 aC i després propretor a la Pulla
- Marc Duroni, tribú de la plebs el 98 aC i senador romà